# Calacuccia
Calacuccia (en cors Calacuccia) és un municipi francès, situat a la regió de Còrsega, al departament d'Alta Còrsega. L'any 1999 tenia 340 habitants.

## Demografia
| 1962 | 1968 | 1975 | 1982 | 1990 | 1999 |
| ---- | ---- | ---- | ---- | ---- | ---- |
| 518  | 556  | 507  | 418  | 331  | 340  |

## Administració
| Període   | Identitat                | Partit             | Qualitat |  |
| --------- | ------------------------ | ------------------ | -------- |  |
| 1947-1953 | Jean-Jacques Grimaldi    | radical-socialista |          |  |
| 1953-1995 | François-Marie Géronimi  | RPR                |          |  |
| 1995-     | Jean-Baptiste Castellani | UMP                |          |  |